# Wicanders
A Wicanders, foi fundada em 1868 e faz parte do grupo da Amorim Revestimentos da Corticeira Amorim, que atua na indústria da cortiça há mais de 130 anos. A sede da Wicanders está localizada perto do Porto, Portugal.

## Histórico
August Wicander, era um senhorio e tinha a sua propriedade localizada na Suécia quando fundou Wicanders em 1868.
A Wicanders Cork Factory foi a primeira fábrica a mecanizar a produção de rolhas para garrafas, tendo posteriormente desenvolvido o corte mecânico de rolhas em fábricas localizadas na Finlândia, na Rússia e na Alemanha.
Em 1871, a Fábrica de Cortiça da Wicanders na Finlândia recebeu investimento estrangeiro direto da Suécia.
Os produtos para o sector de negócio do mobiliário e dos pavimentos em cortiça surgiram logo após a Wicanders ter iniciado a produção de tapetes em cortiça. Durante o seu crescimento, a Wicanders desenvolveu sistemas de vedação para cerveja, refrigerantes, produtos lácteos, bem como para vinhos e para bebidas espirituosas.
Em 1880, a Wicanders estabeleceu-se na costa oeste da Suécia após implementar uma fábrica de cortiça em Gotemburgo. Continuou a crescer e, em 1971 retornou (quando estiveram lá?) para Alvangen, nos subúrbios a sul de Estocolmo. Em 1978 deu início à construção da unidade industrial de Oleiros.
A Wicanders é adquirida pela Amorim Revestimentos em 1989 e foi sujeita a um rebranding do seu logótipo em 1994. Em 1996, adquire a unidade fabril de Lourosa.
Desde então que o crescimento deste negócio tem sido alvo de vários marcos importantes; em 2003 a Wicanders lança a New Color Selection, em 2006 lança o revestimento Wear Resistant Technology (WRT) e em 2007 lança as High Performance Surfaces (HPS).
Em 2008, é construída a nova fábrica em Oleiros. O ano de 2009 ficou marcado pelo lançamento da coleção Vinylcomfort bem como uma remodelação da marca Wicanders.
A Wicanders apresentou o sistema de bloqueio 5G e a coleção Artcomfort em 2012. O Verniz Natural Power Coat (NPC) foi lançado em 2013, seguido pela tecnologia Corktech em 2014 e Hydrocork em 2015.
Em 2017, a Corticeira Amorim anunciou um investimento de 10 milhões de euros para expandir a sua capacidade de produção sobre a tecnologia Wicanders 'Hydrocork. Estima-se que o investimento criará uma capacidade de produção adicional de quatro milhões de metros quadrados de espaço por ano.

## Produtos

### CorkTech
Os produtos Wicanders são desenvolvidos com recurso à tecnologia CorkTech. A CorkTech é uma estrutura tecnológica de pisos com base em cortiça que combina cinco camadas de cobertura de material.

### Coleções
Atualmente, a Wicanders oferece sete coleções CorkTech e uma coleção de pisos de madeira.

## Projetos
O Museu Gotoh
- Os pavimentos da Wicanders são usados no edifício com a coleção particular de Keita Gotoh.

O Parque de Kardinia
- Os pisos Corkcomfort da Wicanders fazem parte do museu e a área comum do estádio Kardinia Park.

O Museu Leonardo da Vinci
- O piso Woodcomfort de Wicanders está presente no maior museu de ciência e tecnologia de Itália.[4]

O MAAT
- A artista plástica Ana Pérez-Quiroga, usou os pisos da Wicanders e outras soluções de cortiça da Corticeira Amorim para dar forma ao Museu de Arte, Arquitetura e Tecnologia em Lisboa.[5]

O Museu Nezu
- O arquiteto Kengo Kuma, renovou o pavimento do Museu Nezu com o Wicanders 'Corkcomfort Personality Nightshade.[4]

O Pavilhão Português
- As soluções de cortiça da Wicanders foram usadas para a construção do revestimento interior e das paredes exteriores durante a Expo de 2010 em Xangai.[6]

Dormir no Porto
- As soluções de revestimento da Wicanders foram selecionadas para completar uma renovação de um armazém do século XVIII.[7]

A Sagrada Família
- Os pisos Corkcomfort da Wicanders foram aplicados aos pisos da cripta da Sagrada Família.[8]